# فهرست شهرستان‌های استان خوزستان
فهرست شهرستان‌های استان خوزستان به ترتیب سال تأسیس (خورشیدی):

## فهرست
| ر  | نام شهرستان | مرکز شهرستان | سال تأسیس | مساحت (km²) | جمعیت مرکز شهرستان (۱۳۹۵) | جمعیت شهرستان (۱۳۹۵) |
| -- | ----------- | ------------ | --------- | ----------- | ------------------------- | -------------------- |
| ۱  | اهواز       | اهواز        | ۱۳۱۶      | ۴،۷۷۶       | ۱٬۱۸۴٬۷۸۸ نفر             | ۱٬۳۰۲٬۵۹۱ نفر        |
| ۳  | بهبهان      | بهبهان       | ۱۳۱۶      | ۲،۹۷۶       | ۱۲۲٬۶۰۴ نفر               | ۱۸۰٬۵۹۳ نفر          |
| ۲  | خرمشهر      | خرمشهر       | ۱۳۱۶      | ۲٬۲۹۸       | ۱۳۳٬۰۹۷ نفر               | ۱۷۰٬۹۷۶ نفر          |
| ۴  | ایذه        | ایذه         | ۱۳۱۹      | ۲،۵۰۴       | ۱۱۹٬۳۹۹ نفر               | ۱۹۸٬۸۷۱ نفر          |
| ۵  | آبادان      | آبادان       | ۱۳۲۱      | ۲،۲۶۷       | ۲۳۱٬۴۷۶ نفر               | ۲۹۸٬۰۹۰ نفر          |
| ۶  | دشت آزادگان | سوسنگرد      | ۱۳۲۳      | ۱٬۹۷۳       | ۵۱٬۴۳۱ نفر                | ۱۰۷٬۹۸۹ نفر          |
| ۷  | دزفول       | دزفول        | ۱۳۲۵      | ۴٬۶۶۴       | ۲۶۴٬۷۰۹ نفر               | ۴۴۳٬۹۷۱ نفر          |
| ۸  | شوشتر       | شوشتر        | ۱۳۲۶      | ۲٬۴۳۰       | ۱۰۱٬۸۷۸ نفر               | ۱۹۲٬۰۲۸ نفر          |
| ۹  | مسجدسلیمان  | مسجدسلیمان   | ۱۳۳۳      | ۲٬۱۸۴       | ۱۰۰٬۴۹۷ نفر               | ۱۱۳٬۴۱۹ نفر          |
| ۱۰ | رامهرمز     | رامهرمز      | ۱۳۳۷      | ۱٬۸۵۴       | ۷۴٬۲۸۵ نفر                | ۱۱۳٬۷۷۶ نفر          |
| ۱۱ | بندر ماهشهر | بندر ماهشهر  | ۱۳۳۸      | ۲،۹۵۶       | ۱۶۲٬۷۹۷ نفر               | ۲۹۶٬۲۷۱ نفر          |
| ۱۲ | شادگان      | شادگان       | ۱۳۵۸      | ۳٬۵۴۶       | ۴۱٬۷۳۳ نفر                | ۱۳۸٬۴۸۰ نفر          |
| ۱۳ | اندیمشک     | اندیمشک      | ۱۳۵۹      | ۳٬۱۲۰       | ۱۳۵٬۱۱۶ نفر               | ۱۷۱٬۴۱۲ نفر          |
| ۱۴ | شوش         | شوش          | ۱۳۶۸      | ۲،۱۶۹       | ۷۷٬۱۴۸ نفر                | ۱۳۶٬۳۸۹ نفر          |
| ۱۵ | باغ‌ملک      | باغ‌ملک       | ۱۳۶۹      | ۲،۳۲۶       | ۲۶٬۳۴۳ نفر                | ۱۰۵٬۳۸۴ نفر          |
| ۱۶ | امیدیه      | امیدیه       | ۱۳۷۵      | ۲،۱۲۰       | ۶۷٬۴۲۷ نفر                | ۹۲٬۳۳۵ نفر           |
| ۱۷ | لالی        | لالی         | ۱۳۸۲      | ۱٬۴۱۴       | ۱۸٬۴۷۳ نفر                | ۳۷٬۹۶۳ نفر           |
| ۱۸ | هندیجان     | هندیجان      | ۱۳۸۲      | ۲،۴۴۰       | ۲۹٬۰۱۵ نفر                | ۳۸٬۷۶۲ نفر           |
| ۱۹ | اندیکا      | قلعه خواجه   | ۱۳۸۴      | ۲،۳۵۵       | ۲٬۴۰۸ نفر                 | ۴۷٬۶۲۹ نفر           |
| ۲۰ | گتوند       | گتوند        | ۱۳۸۴      | ۹۶۶         | ۲۴٬۲۱۶ نفر                | ۶۵٬۴۶۸ نفر           |
| ۲۱ | رامشیر      | رامشیر       | ۱۳۸۴      | ۱٬۵۸۷       | ۲۵٬۰۰۹ نفر                | ۵۴٬۰۰۴ نفر           |
| ۲۲ | هویزه       | هویزه        | ۱۳۸۷      | ۲٬۷۱۴       | ۱۹٬۴۸۱ نفر                | ۳۸٬۸۸۶ نفر           |
| ۲۳ | هفتکل       | هفتکل        | ۱۳۸۷      | ۱٬۴۲۰       | ۱۵٬۸۰۲ نفر                | ۲۲٬۱۱۹ نفر           |
| ۲۴ | باوی        | ملاثانی      | ۱۳۸۹      | ۱٬۳۷۷       | ۱۷٬۳۳۷ نفر                | ۹۶٬۴۸۴ نفر           |
| ۲۵ | کارون       | کوت عبدالله  | ۱۳۹۱      | ۱٬۱۹۸       | ۵۶٬۲۵۲ نفر                | ۱۰۵٬۸۷۲ نفر          |
| ۲۶ | حمیدیه      | حمیدیه       | ۱۳۹۱      | ۷۷۴         | ۲۲٬۰۵۷ نفر                | ۵۳٬۷۶۲ نفر           |
| ۲۷ | آغاجاری     | آغاجاری      | ۱۳۹۱      | ۳۵۵         | ۱۱٬۹۱۲ نفر                | ۱۷٬۴۶۵ نفر           |
| ۲۸ | کرخه        | الوان        | ۱۳۹۹      | ۱،۴۹۸       | ۶٬۸۶۰ نفر                 | ۶۹٬۳۳۱ نفر           |
| ۲۹ | دزپارت      | دهدز         | ۱۴۰۰      | ۱،۴۰۲       | ۵٬۴۹۰ نفر                 | ۱۹٬۳۲۱ نفر           |

## فهرست شهرستان‌های استان خوزستان بر پایه مساحت
مساحت شهرستان‌های استان خوزستان
| ردیف | شهرستان     | مساحت |
| ---- | ----------- | ----- |
| ۱    | اهواز       | ۶٬۸۳۵ |
| ۲    | دزفول       | ۴٬۶۴۶ |
| ۳    | ایذه        | ۳٬۷۸۹ |
| ۴    | شوش         | ۳٬۶۳۰ |
| ۵    | شادگان      | ۳٬۵۹۸ |
| ۶    | اندیمشک     | ۳٬۱۱۶ |
| ۷    | بهبهان      | ۲٬۹۹۹ |
| ۸    | هویزه       | ۲٬۷۵۷ |
| ۹    | آبادان      | ۲٬۵۳۸ |
| ۱۰   | شوشتر       | ۲٬۴۳۳ |
| ۱۱   | اندیکا      | ۲٬۳۶۹ |
| ۱۲   | امیدیه      | ۲٬۳۳۰ |
| ۱۳   | خرمشهر      | ۲٬۲۹۸ |
| ۱۴   | باغ‌ملک      | ۲٬۲۵۹ |
| ۱۵   | مسجدسلیمان  | ۲٬۱۷۶ |
| ۱۶   | دشت آزادگان | ۱٬۹۷۲ |
| ۱۷   | ماهشهر      | ۱٬۹۰۸ |
| ۱۸   | رامهرمز     | ۱٬۸۱۸ |
| ۱۹   | رامشیر      | ۱٬۶۲۰ |
| ۲۰   | هفتگل       | ۱٬۴۳۶ |
| ۲۱   | لالی        | ۱٬۴۰۰ |
| ۲۲   | باوی        | ۱٬۳۷۷ |
| ۲۳   | گتوند       | ۹۷۳   |